# 马依热·艾买提江
马依热·艾买提江（维吾尔文：‎ ，1987年5月24日—），简称马依热，出生于中国新疆，维吾尔族。中国女演员，舞者，模特，新疆禁毒形象大使。

## 人物简介
马依热来自新疆乌鲁木齐，11岁时只身前往北京跟随专业舞蹈老师学习，之后在中国歌剧舞剧院实习。因挂念家乡，最终选择回到新疆，成为新疆艺术剧院歌舞团的一名舞蹈演员。

## 演艺经历

### 1998年-2002年
1998年录取到北京盛基艺术学校（海丽且木·斯迪克舞蹈班）上舞蹈中专，在舞蹈家、国家一级演员、一级编导海丽且木·斯迪克的教育下，学习了四年的舞蹈专业知识。2001年5月在北京参加《盛世华章精品晚会》参演“顶碗舞”获金奖。同年9月参加第二届全国少数民族文艺汇演开幕式，参演的《天山彩霞》获银奖。2002年3月-7月，在中国歌剧舞剧院毕业实习，毕业后留在中国歌剧舞剧院。工作数月后决定返回家乡，在新疆艺术剧院歌舞团工作至今。

### 2005年-2009年
2005年5月参加自治区成立50周年国庆大型歌舞晚会《洒满阳光的新疆》，担任主要节目的领舞。11月她参加第五届中国舞蹈荷花奖民族民间舞大赛，担任《石头舞》的领舞获得了“表演十佳”奖和“民舞之花”奖。
2006年9月在北京参加《第三届少数民族文艺汇演》参演的大型歌舞晚会《洒满阳光的新疆》获得金奖，个人获"优秀新人奖"。10月参加中央电视台举办的中国民族民间歌舞盛典的现场直播演出以及闭幕式的演出，在晚会中担任《石头舞》的领舞。11月担任领舞的《石头舞》作品获“第二届天山文艺奖荣誉奖”。2007年7月参加第八届CCTV电视模特大赛新疆赛区，获“季军”，"十佳模特"，"最佳活力"等三个奖。
2008年，作为新疆维吾尔自治区青年代表随中国青年代表团赴德国访问。同年2月在深圳参加深圳，新疆，西藏，青海四省组织举办的《盛世和谐中国年》春节联欢晚会，6月参加首届中国新疆国际民族舞蹈节开幕式晚会，并担任了集体舞《顶碗舞》的领舞。7月在中央电视台参加了百年圆梦——迎2008北京奥运会文艺晚会，参加了北京奥运会的开幕仪式演出，12月31日受央视的邀请在北京参加了“春天旋律中央电视台2009年元旦晚会”。2009年1月参加了中央电视台春节联欢晚会。

### 2010年-2014年
2010年2月参加了中央电视台春节联欢晚会。3月被邀请到和田，参加中共新疆维吾尔自治区党委员会宣传部和自治区文化厅主办的“新疆和田地区新玉歌舞团《万方乐奏》歌舞晚会”，系赴北京国家大剧院的排练演出，担任了晚会中《玉镯舞》《芬芳玫瑰》和《茉莉花》等三个节目的领舞表演。7月被邀请参加中央文化部艺术家小分队，赴新疆慰问演出，表演独舞《沙漠之花》。9月参加上海世博会“新疆文化周”开幕式。2011年3月参加央视舞蹈世界栏目。5月14日-15日，在中共新疆维吾尔自治区党委宣传部的资助下，自治区文化厅、新疆艺术剧院的支持下，马依热成功举办了她的个人舞蹈晚会——现代青春舞剧《舞之蕾》。2013年7月参演的歌舞剧《情暖天山》参加了第三届中国新疆国际民族舞蹈节。2014年度参加了自治区文化厅特培骨干舞蹈编导班并顺利结业。

### 2015年-至今
2015年8月参加了第四届中国新疆国际民族舞蹈节精品歌舞晚会“丝路舞魂”在这台晚会中担任独舞《刀郎赛乃姆》和集体舞《顶碗舞》、《石头舞》、《我们新疆好地方》等多个节目的领舞。2016年2月8日，在北京参加中央电视台猴年春节联欢晚会，担任多民族歌舞节目《在你伟大的怀抱里的》领舞。10月参演歌舞剧《情暖天山》赴西安参加中国艺术节。2017年7月参加了第五届中国新疆国际民族舞蹈节开幕式晚会“阳光下的舞步”晚会中担任集体舞《美丽姑娘》和《塔里木河》两个节目的领舞。
2019年1月受中国文联的邀请，在北京人民大会堂参加了“百花迎春——中国文学艺术界2019春节联欢晚会”，并担任舞蹈节目《炫舞春天》的领舞。9月28日，在庆祝中国成立70周年主题文艺晚会《祖国颂》乌鲁木齐专场演出上，作为领舞参与了舞蹈《国泰“榴”芳》的演出，并接受了记者采访。2020年其表演独舞《花季》获得第四届“舞蹈世界”全国网络舞蹈大赛“特金奖”。
2021年12月5日，马依热随新疆歌舞团参与了在广州塔的文艺展演，向广州市民表演舞蹈《顶碗舞》，并接受了记者采访。2022年7月7日，马依热参演了新疆维吾尔自治区古尔邦节文艺晚会《百花盛开的新疆》，作为领舞表演了拉克木卡姆选段《节日的祝福》。

## 个人作品

### 电视剧
| 播出时间  | 播出平台   | 电视剧名称                  | 饰演角色 |
| 2006-2    | CCTV-8     | 《苍茫天山》                | 米娜娃   |
| 2021-3-14 | Koznak app | 《父亲的愿望/ئاتا ئارزۇسى》 | 拜尔娜   |

### 电影
| 播出时间   | 电影名称       | 饰演角色 | 备注   |
| 2014-12-12 | 《钱在路上跑》 | 古丽仙   | 女一号 |
| 2016       | 《图木舒克》   | 阿依夏木 | 女配角 |
| 2019-4-26  | 《昆仑兄弟》   | 迪丽拜尔 | 女二号 |

### 综艺节目
| 播出时间   | 播出平台             | 节目名称                               | 备注 |
| ---------- | -------------------- | -------------------------------------- | --- |
| 2008-12-31 | CCTV                 | 2009年元旦晚会                         | 歌舞《欢乐的新疆》                                                                                         |
| 2011-5-29  | CCTV-3               | 《舞蹈世界》                           | 哈萨克舞《天鹅》，柯尔克孜族舞蹈、塔吉克舞蹈，歌舞《在那遥远的地方》《花儿为什么这样红》《掀起你的盖头来》 |
| 2016-2-7   | CCTV                 | 2016年春节联欢晚会                     | 歌舞《在你伟大的怀抱里》                                                                                   |
| 2017       | Youku、Okyan TV      | 《明星来了/چونلپان كەلدى》             | 歌舞《古丽雅尔汗》                                                                                         |
| 2018       | Koznak app、Okyan TV | 《知心俱乐部/سىرداشلار كۇلۇبى》        | 舞蹈《顶碗舞》，塔吉克、哈萨克、维吾尔等民族舞                                                             |
| 2019-1-17  | CCTV                 | 中国文学艺术界2019大联欢               | 多人舞蹈《炫舞春天》                                                                                       |
| 2022-7-9   | 新疆卫视             | 2022年新疆维吾尔自治区古尔邦节文艺晚会 | 拉克木卡姆改编作品《节日的祝福》                                                                           |

### 音乐作品
| 播出时间 | 作品类型         | 出品单位                       | 作品名称                             | 备注               |
| -------- | ---------------- | ------------------------------ | ------------------------------------ | ------------------ |
| 约2001   | 木卡姆           | 新疆维吾尔自治区广播电影电视局 | 《维吾尔十二木卡姆/ئۇيغۇر 12 مۇقام》 | 出演《斯尕木卡姆》 |
| 约2005   | 新疆民歌音乐专辑 | 中国民族音像出版社             | 《古丽娅茹/Gul Yaru》                | 参与MV拍摄         |

## 备注
1. ↑  与麦迪娜·买买提为同级同学[9]。